# Дубовая (Хмельницкая область)
Дубовая (укр. Дубова) — село в Старосинявском районе Хмельницкой области Украины.
Население по переписи 2001 года составляло 197 человек. Почтовый индекс — 31423. Телефонный код — 3850. Занимает площадь 1,801 км². Код КОАТУУ — 6824481002.

## Местный совет
31423, Хмельницкая обл., Старосинявский р-н, с. Бабино